# Armand Guéry
Pour les articles homonymes, voir Guéry (homonymie).
Armand Guéry, né le 4 mars 1853 à Reims (Marne) et mort le 25 mai 1912 à Gueux (Marne), est un artiste peintre français. Guéry est le paysagiste du ciel champenois ; il est aussi l’évocateur saisissant des paysages alpestres. Il débuta en 1882 et depuis cette date il obtint des prix aux Salon des artistes français de 1885, de 1891, de 1894, à l’Exposition universelle de 1900. Le musée des Beaux-Arts de Reims possède plusieurs toiles de ce peintre. 

## Biographie
Armand Guéry, fils d’un fabricant qui devint courtier en vins, fait toutes ses études (Sciences et Lettres) au lycée de Reims. Quand il eut terminé son service militaire, il prit quelques leçons d'Auguste Rigon, qui lui fit copier des paysages. C'est le vif désir qu'eut Armand Guéry de voir les Pyrénées, les Alpes, l'Italie. Ces voyages l'incitèrent fortement à s'exercer d'après nature, afin de pouvoir fixer ses souvenirs. Il eut la ferme volonté d'arriver au résultat par ses seules forces. 
Dès 1879, il exécuta ses deux premières grandes études sur nature sur les bords de la Semois. En 1880, il exposait l'une d'elles à Reims à la Société des Amis des Arts : Les roches de la Semoy à Tournavaux, avec en plus une vue de la Vesle à Sept-Saulx. Ce premier début en public lui fut favorable, puisqu'il vendit ces deux mêmes toiles, et eut l'oreille de la presse.
Élève de Paul Emmanuel Peraire et d'Alexandre Rapin, il n'a commencé à peindre sérieusement qu'à 30 ans. En 1882, il affronta le Salon à Paris, avec son tableau : une Plaine en Champagne, qui fut beaucoup remarqué. C'en était fait, son séjour d'artiste devait être désormais Paris où il vint se fixer en mars 1883. Il fait partie de la Société des artistes français et gagne toutes les récompenses : médaille honorable en 1885, prix Raigecourt-Goyon en 1890, médaille de 3e classe en 1891, médaille de 2e classe en
1894 et hors concours. Il obtient également une mention honorable en 1900 aux États-Unis.
Il s’est marié en 1886 avec Marie Turquin, la fille d’un berger. Veuf en 1900.
Armand Guéry habita 5, rue de Charleville à Reims. Il possédait une belle propriété, la villa des fleurs, disparue pendant la Première Guerre mondiale, à Pontgivart, presque en face de l’église. Il s’installe dans ce hameau en 1894 et eut aussi un atelier au 135 bis, rue de Rome (Paris) en 1905.
Il est un des fondateurs de la Société des peintres de montagne en 1898 et membre correspondant de la Société d'agriculture, commerce, sciences et arts du département de la Marne à partir de 1906.
Il repose au Cimetière du Nord (canton 17, n° 326), à Reims, sous une modeste dalle à l’abandon. Une rue de Reims porte son nom ainsi qu'a Orainville et Auménancourt.

## Œuvres
Armand Guéry est qualifié de Gargantua de la peinture, il avait déjà produit en 1898, selon Armand Bourgeois, environ 1400 toiles, dessins, pastels, aquarelles, études, etc.
- Une plaine en Champagne (salon de 1882), collection de Van der Linden, d'Anvers ;
- Ramasseuse de pissenlits (médaille à Chaumont, en 1882) ;
- Le soir à marée basse à Villerville, qui obtint la mention honorable au salon de 1885, et fut acheté par S. V. Fornaris (Nouvelle-Orléans) ;
- Matin en Champagne (médaillé, Moulins, 1885) ;
- Matinée dans les grèves de la Champagne pouilleuse (salon de 1886, musée de Morlaix) ;
- Soir à Martigny-les-Bains (salon de 1886, pastel acquis par l'État, musée de Sedan) ;
- Port de Genève au crépuscule (salon de 1887, ambassade de Saint-Pétersbourg) ;
- Le Mont-Blanc et la Vallée de l'Arve (salon de 1887, Argyll, Nouvelles-Orléans);
- La fin de la journée à Martigny-les-Bains (Vosges)[1], Salon des artistes français, 1887 ;
- Montbarbin (pastel, salon de 1888) ;
- Villiers (salon de 1888, Société des amis des Arts de Paris);
- Hameau de Serbonne (salon de 1888, Buenos-Aires) ;
- La Montagne de Brimont (1889, acquis par l'État, ambassade de France, à Berlin) ;
- Les chardons (Champagne) (à Mme Quenardel-Viéville, de Rilly, salon de 1890, prix de Raigecourt-Goyon) ;
- Pleine lune au soleil couchant, à Pignicourt (Société des amis des Arts de Paris) ;
- Rentrée des moutons (salon de 1890, à M. Ernest Fuchs, d'Anvers) ;
- Jardin à Auménancourt, salon de 1891, acquis par l'État, au Palais du Sénat[2],[3] ;
- Sainfoins en fleurs à Orainville[4], 1891, Reims, musée des Beaux-Arts
- Matinée d'hiver en Champagne (salon de 1891, médaille de 3e classe, à M. Ernest Blanchin, de Reims) ;
- Fin d'un jour d'été à Bourgogne (Alexandre de Bary, château de Thuisy), très remarquable ;
- Les grandes berges de l'Aisne, à Pignicourt (salon de 1892, Société lyonnaise des Beaux-Arts de Lyon) ;
- Matin d'automne en Champagne (salon de 1892, à M. Louis de Bary, château du Bois-de-l'Arbre) ;
- Champs de senés à Bertricourt (pastel, salon de 1892, à la Société des amis des Arts de Paris) ;
- Pêcherie sur la Suippe (M. le général Harlschmidt) ;
- Rivière au soleil couchant, 1893, pastel, Duchâlel, à Reims) ;

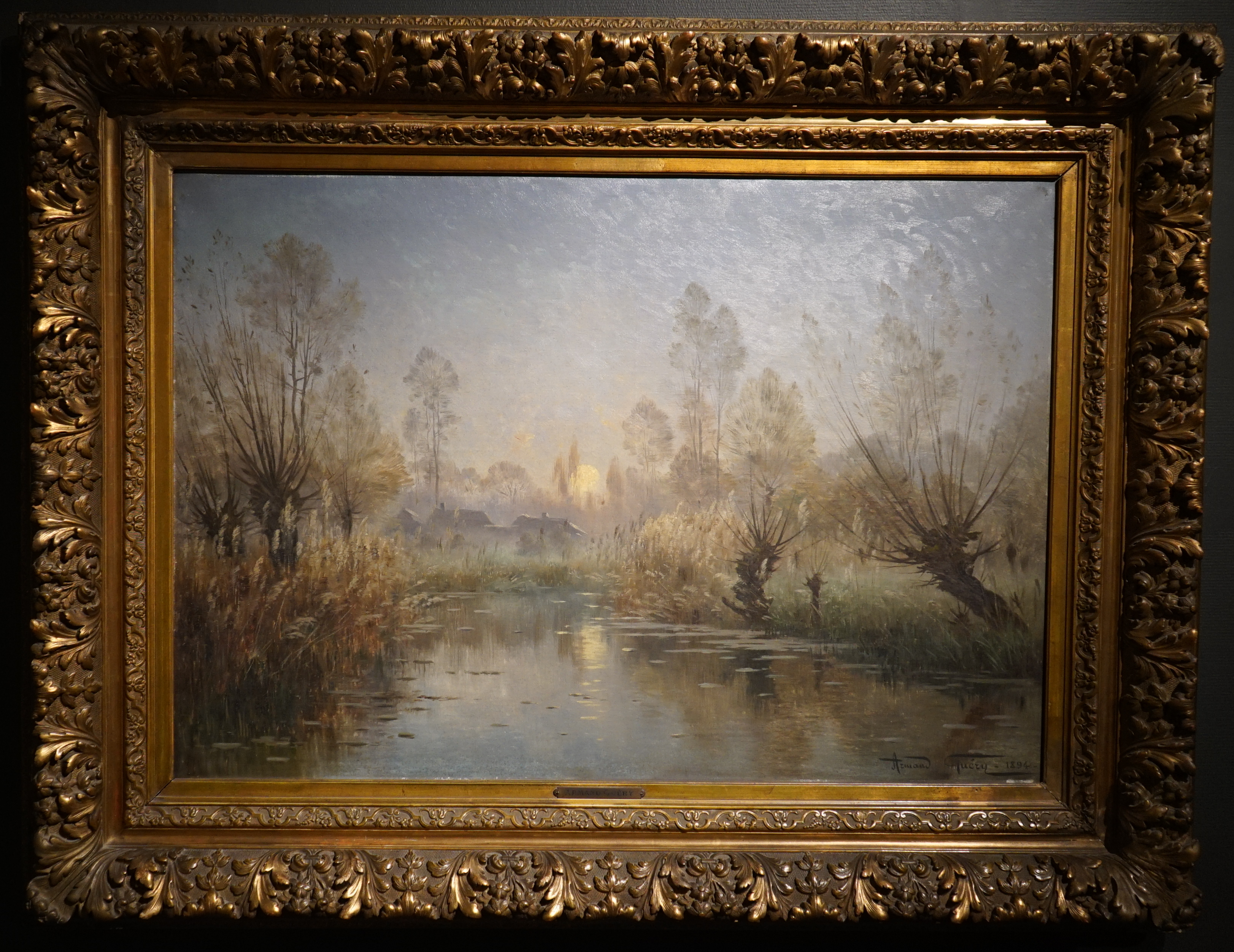
Rivière au soleil couchant, Musée des Beaux-Arts de Reims.

- Panorama du lac de Genève, à Hermance, avec fleurs décoratives (paravent, à M. Gaston Chandon de Briailles) ;
- Dom Pérignon (panneau décoratif, mairie d'Hautvillers) ;
- Paysage champenois avec meules en hiver, 1893 ;
- Trèfles incarnat et Grèverie abandonnée (salon de 1893, tous deux à M. Louis de Bary) ;
- Embouchure de l'Hermance (Suisse) (salon de 1893, pastel, société des amis des Arts de Paris);
- Coin de marais (Lyon, 1893) ;
- Soir d'hiver, Bertricourt, environs de Reims[5],[6], Salon des artistes français, 1894 ;

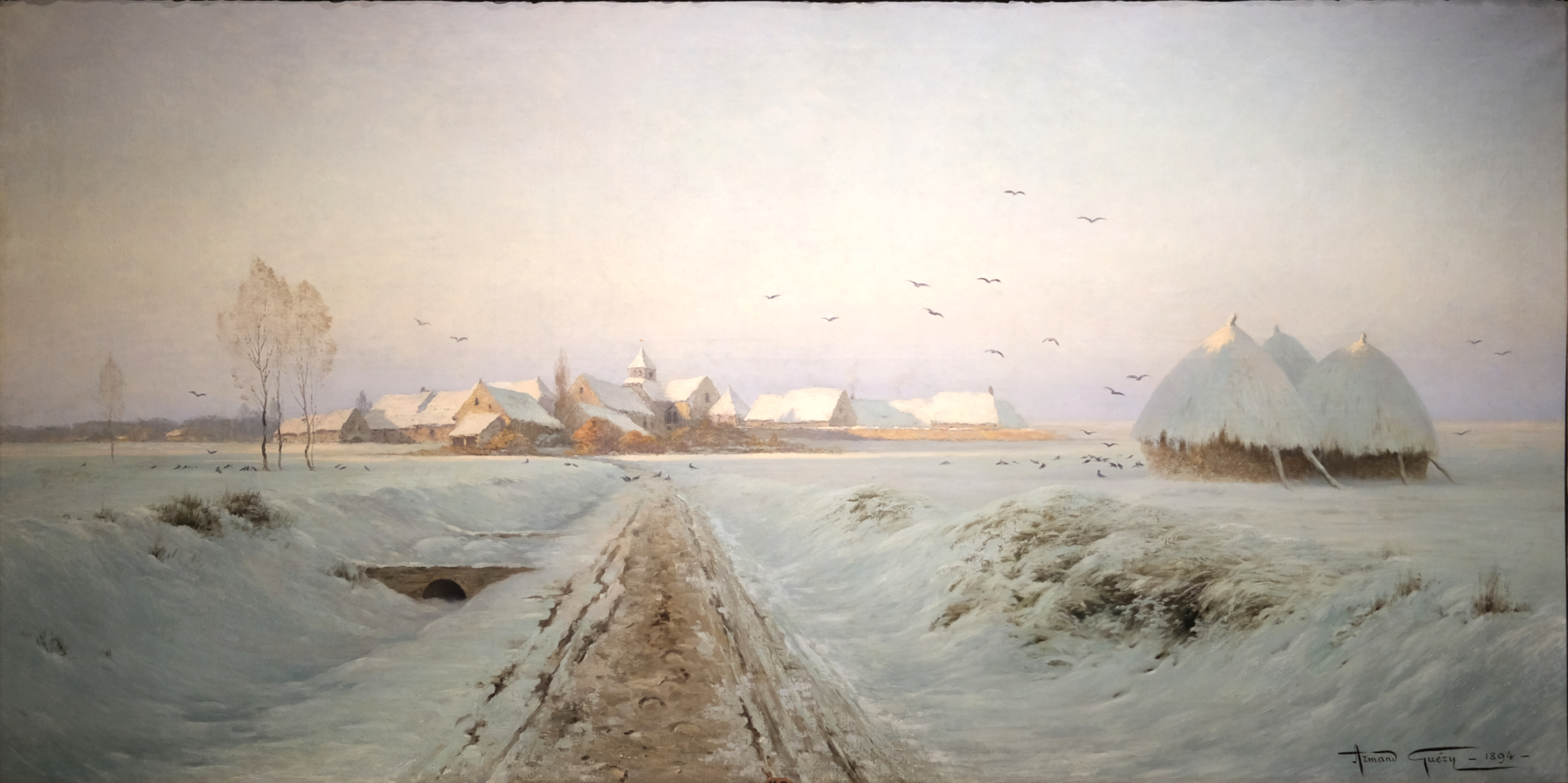
Soir d'hiver, Bertricourt, environs de Reims, Musée des Beaux-Arts de Reims.

- La neige (salon de 1894, médaille de 2e classe, hors concours, vendu à l'État) ;
- Un jour de pluie dans les Alpes (salon de 1895, pastel, Duchâlel, à Reims) ;
- Midi à Salvau (salon de 1895, H. Lanson, Reims) ;
- Crépuscule sur l'étang de Pignicourt (salon de 1895) ;
- Lavoir sur la Suippe à Pontgivart, 1895, musée d’Épernay ;
- Jardin à Orainville, 1895 ;

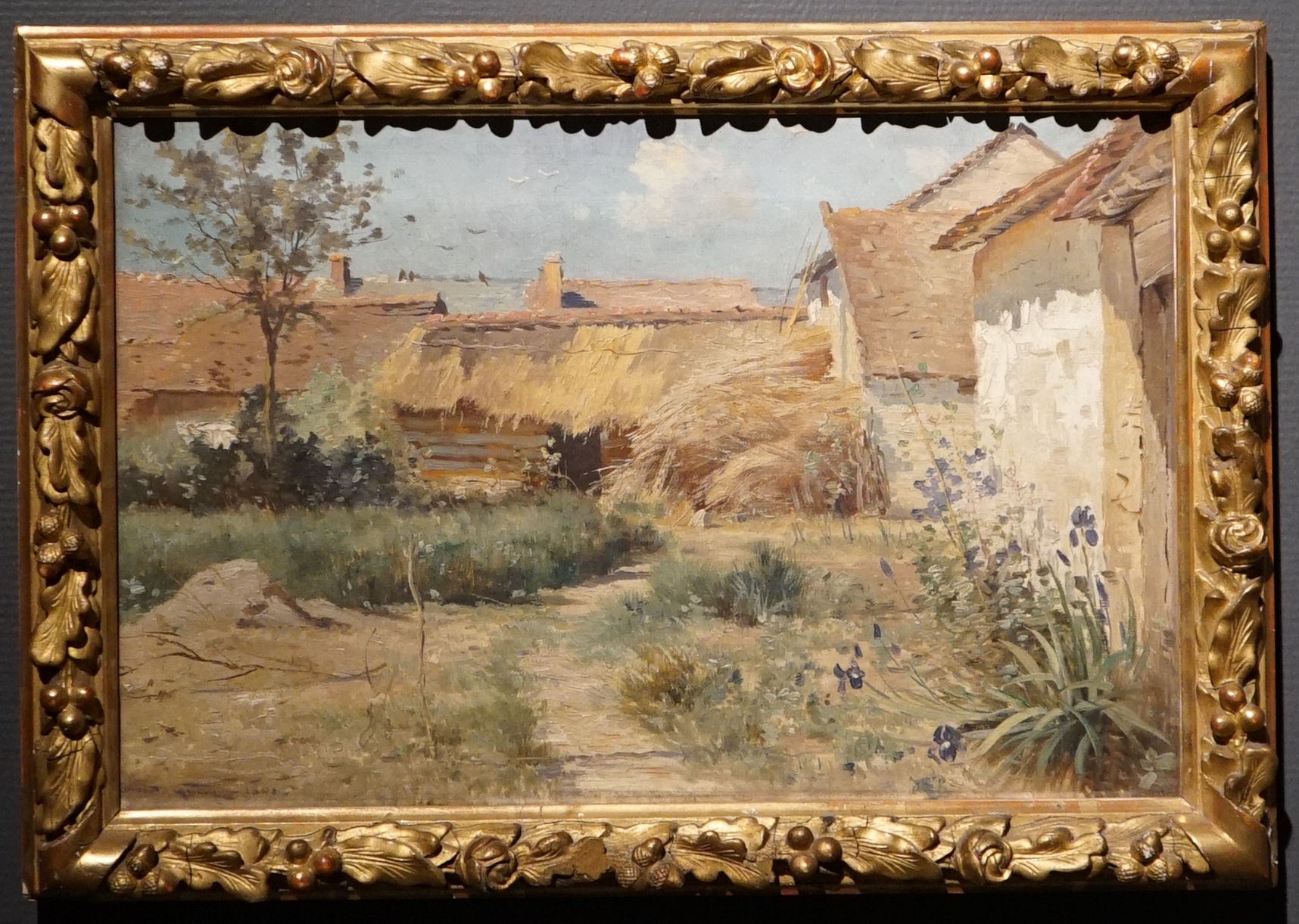
Jardin à Orainville.

- Matinée d'automne sur la Suippe et Soir de novembre (salon de 1896, M. Fauquières, Paris).
- Village et Église de N.-D. de l'Épine (Emile Mennesson, Reims) ;
- Moulin de Merlet (salon de 1897) ;
- Les coquelicots (salon de 1897) ;
- Le Rû aux oies (exposition de Reims de 1897) ;
- Fossé sous bois (musée de Reims, 1897) ;
- Lever de lune en automne, 1899

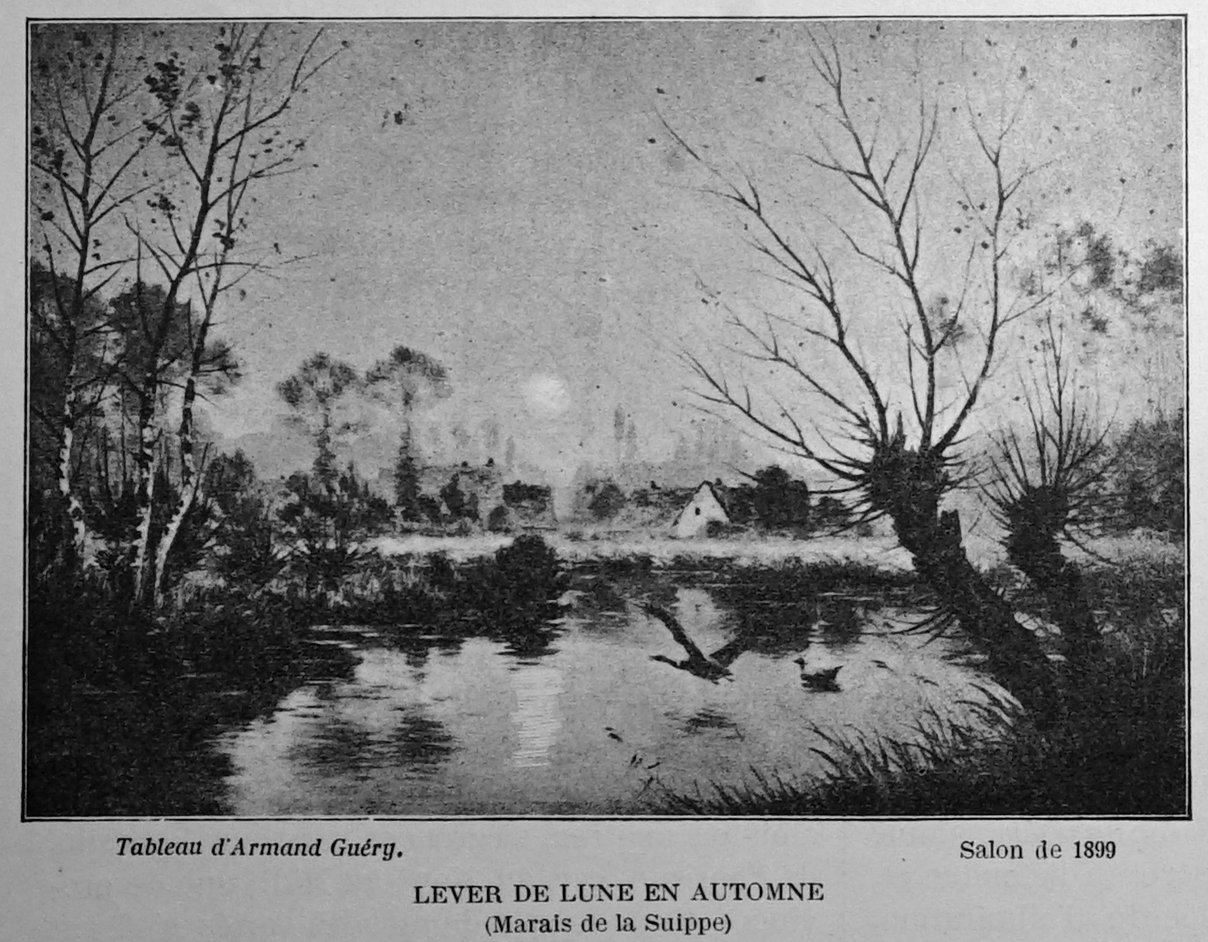
Marais de la Suippe

- Soir de neige en Champagne, soleil couché[7], Salon des artistes français, 1901

- Brasserie à Pontgivard, 1901 ;

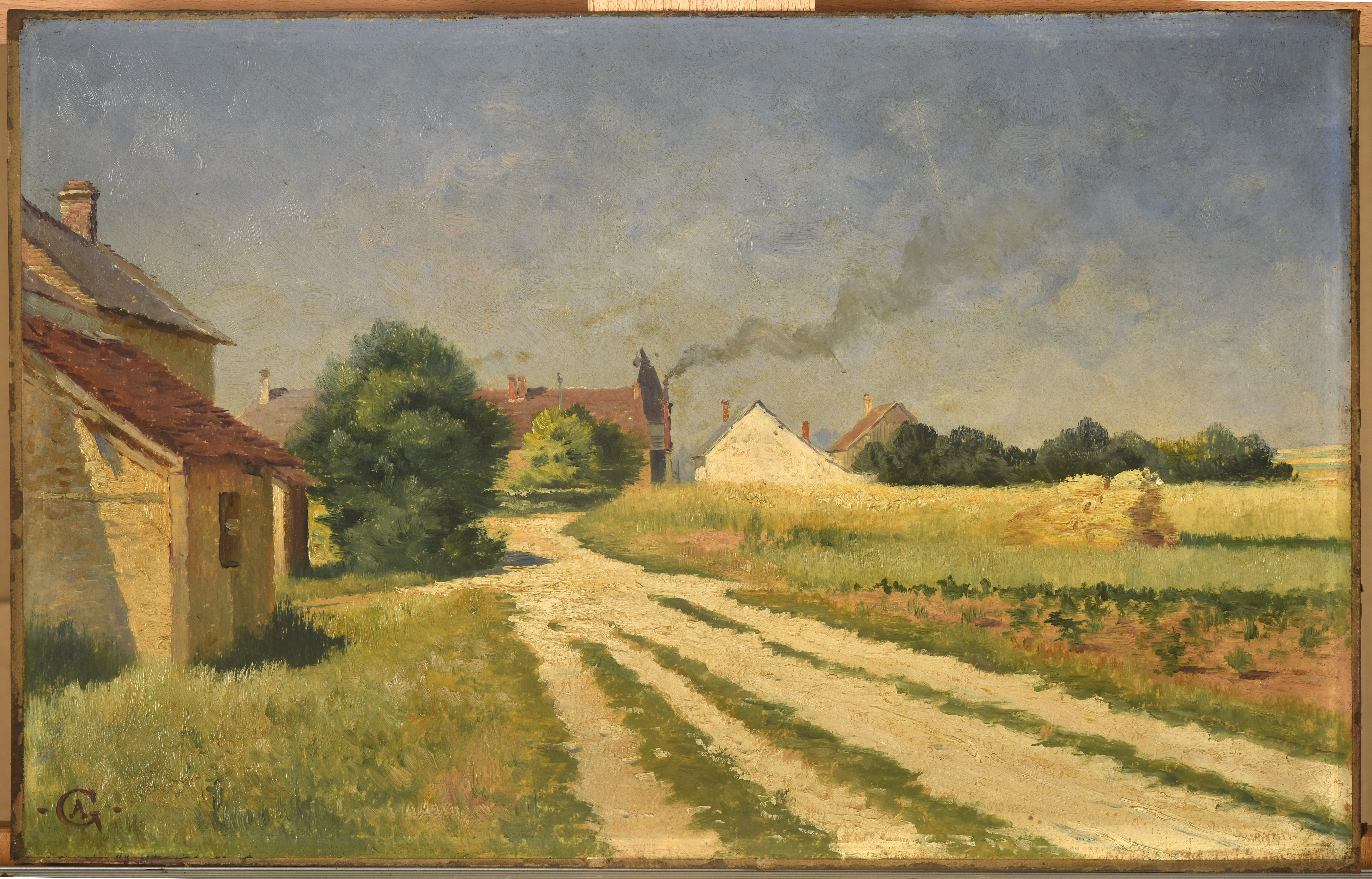
Brasserie de Pontgivart

- La nuit de Noël à Saint-Jean-sur-Tourbe, salon de 1906, part à Moscou ;
- Les dernières fleurs à Auménancourt-le-Petit, salon de 1906, part au Brésil ;
- Rentrée au parc au clair de lune, salon de Paris de 1910 ;

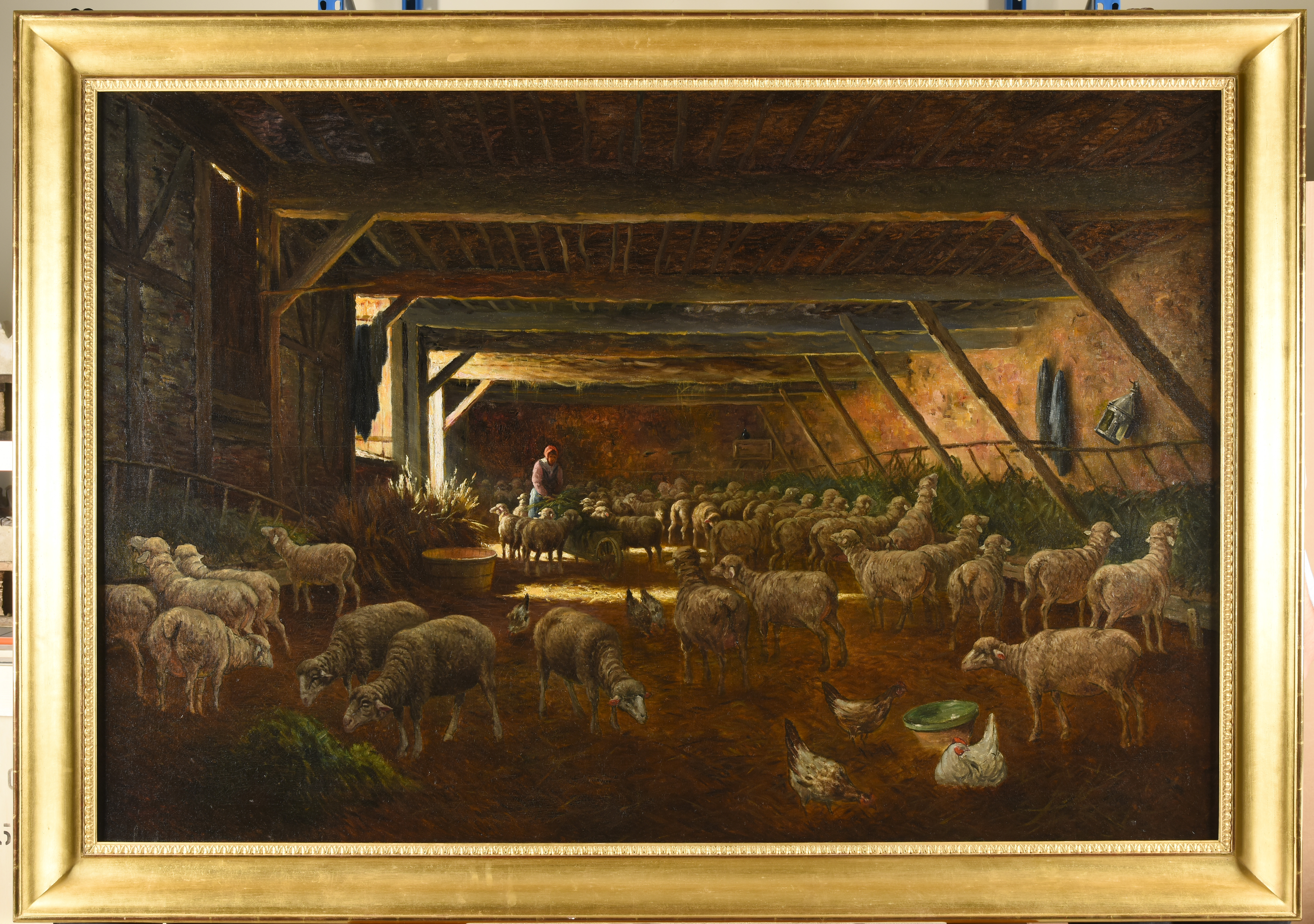
Bergerie champenoise, 4e quart 19e siècle

- Bergerie champenoise, 4e quart 19e siècleBergerie champenoise, une grande toile de 1,20 x 1,80 m qu’il n’eut pas le temps de signer, musée des Beaux-Arts de Reims.
- Flaques d'eau miroitantes par un ciel demi couvert et orageux,Gréviere Orainville ; mai 1906; Aisne ;
- Aumenancourt le Grand Meule autour du village au lieu dit "le coquillart" Mai 1906;
- Verdure au soleil le long du parc Denoyet  Orainville; Mai 1906; Aisne;